# Jakob Blasel

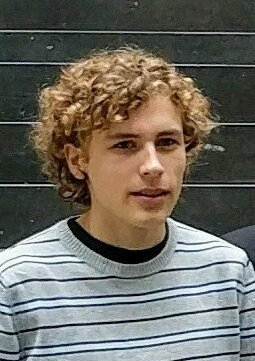
Jakob Blasel (2019)

Jakob Blasel (* 16. Oktober 2000 in Kiel) ist ein deutscher Klimaschutzaktivist und Politiker (Bündnis 90/Die Grünen). Er ist seit Oktober 2024 zusammen mit Jette Nietzard einer der beiden Bundessprecher der Grünen Jugend.

## Leben
Jakob Blasel wuchs in Kronshagen bei Kiel auf. Er hat zwei jüngere Brüder und wurde katholisch erzogen. Er besuchte das Gymnasium Kronshagen, an dem er im Schuljahr 2017/18 stellvertretender Schülersprecher war, und absolvierte dort 2019 sein Abitur. Ab dem Wintersemester 2020/21 studierte er Jura. Inzwischen lauten seine Studienfächer Rechts- und Umweltwissenschaften, die er an der Leuphana Universität Lüneburg belegt.

## Wirken

### Fridays for Future (Deutschland)

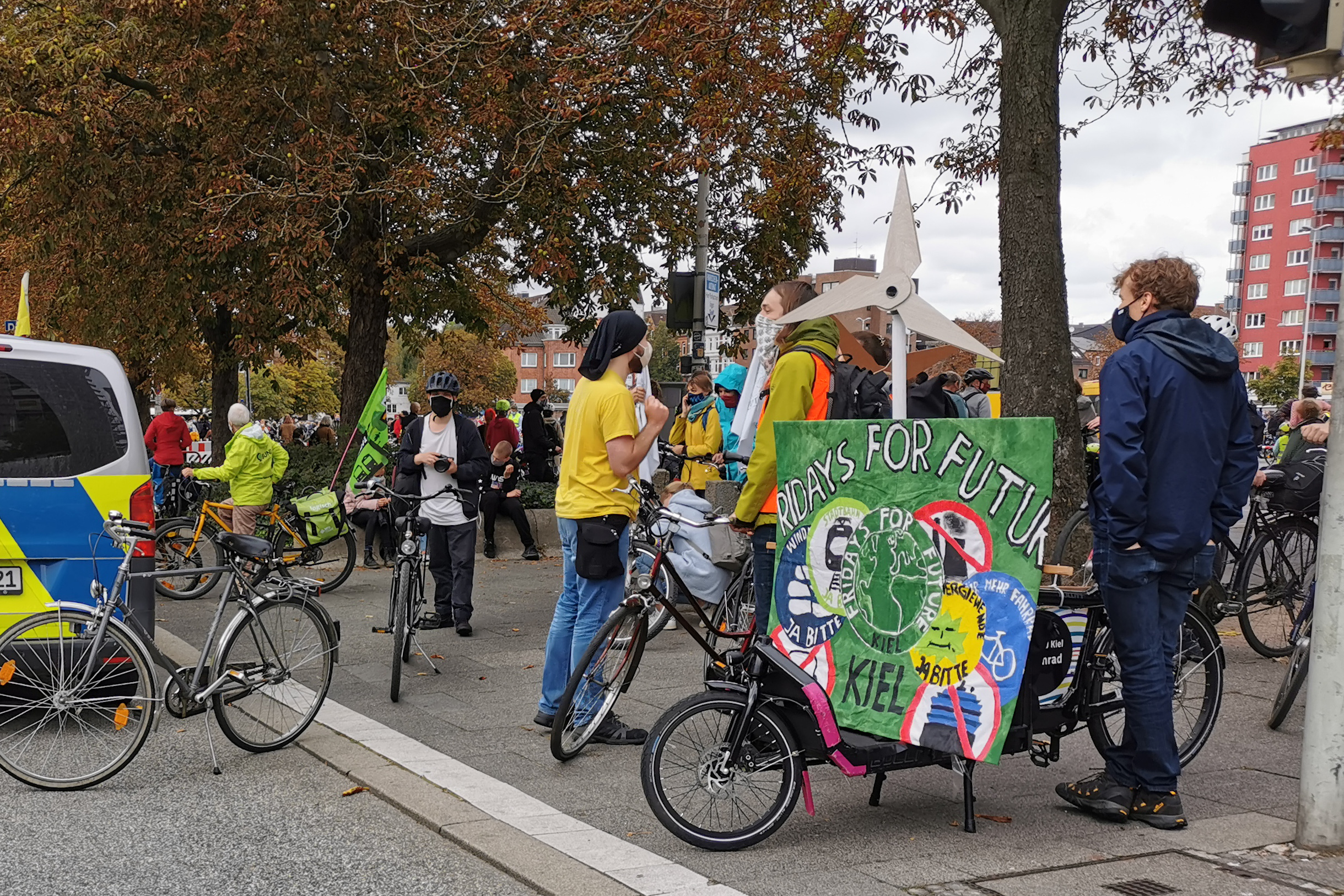
Blasel beim Klimastreik in Kiel (2020)

Jakob Blasel gehörte ab dem 10. Dezember 2018 zum Organisationsteam der deutschen Sektion von Fridays for Future (FFF). Blasel wurde als Delegierter der Ortsgruppe Kiel gewählt und vertrat deren Positionen beim bundesweiten und internationalen Austausch der Bewegung. 2019 nahm Blasel am Sommerkongress von FFF in Dortmund teil.
Als Mitgründer von Fridays for Future trat Blasel in Talkshows wie der NDR Talk Show (2019) und Maischberger. die woche (2020) auf und gab Medien-Interviews, z. B. mit Bento (2019), Deutschlandfunk Kultur (2019) und Süddeutsche Zeitung (2019). Außerdem kam er 2019 und 2021 in zwei Reportagen des funk-Formats Y-Kollektiv vor. Auf dem Landesparteitag der Grünen Schleswig-Holstein, der am 23. und 24. März 2019 stattfand, hielt er als Repräsentant von Fridays for Future eine Rede. Zur Verleihung der Goldenen Kamera am 30. März 2019 in Berlin begleitete er Greta Thunberg, als sie den Sonderpreis für Klimaschutz erhielt. Nach seinem Abitur 2019 engagierte sich Blasel ein Jahr lang in Vollzeit für Fridays for Future und fungierte bis Juli 2020 als Sprecher.

### Engagement außerhalb von FFF
2017 trat Blasel der Greenpeace-Jugend bei. Blasel war einer der Impulsgeber der 19. Jahreskonferenz des Rates für Nachhaltige Entwicklung, die am 4. Juni 2019 im Berlin Congress Center stattfand. Ab 2019 moderierte Blasel mit Pia Kraftfutter und Fabian Grischkat zunächst das von Divimove produzierte Instagram-Format OZON, in dem es um Nachhaltigkeit und Umweltschutz geht und das zum Online-Medienangebots funk der ARD und des ZDF gehört, wurde jedoch später durch die YouTuberin Violetta Verissimo ersetzt.

### Politisches Engagement
Seit 2017 ist Blasel Mitglied im Landesverband Bündnis 90/Die Grünen Schleswig-Holstein. Er war bis Juli 2019 Beisitzer im Vorstand der Grünen Jugend Kiel. Ab Mai 2020 absolvierte er ein Praktikum im Abgeordnetenbüro der Bundestagsabgeordneten Lisa Badum (Bündnis 90/Die Grünen).
Bei der Bundestagswahl 2021 kandidierte er für Bündnis 90/Die Grünen als Direktkandidat im Wahlkreis Rendsburg-Eckernförde sowie auf Platz 8 der schleswig-holsteinischen Landesliste, verpasste jedoch den Einzug in den Bundestag. Im Wahlkreis belegte er mit 14,8 % der Erststimmen den dritten Platz.
Nachdem im September 2024 der gesamte Bundesvorstand der Grünen Jugend geschlossen seinen Rücktritt sowie Austritt aus der Partei Bündnis 90/Die Grünen angekündigt hatte, kandidierte  Blasel gemeinsam mit Jette Nietzard im Oktober 2024 auf dem Bundeskongress der Jugendorganisation in Leipzig für das Amt der Bundessprecher. Beide wurden gewählt, Blasel erhielt hierbei 74,6 % der gültigen Stimmen.

## Positionen
In einem Interview mit der Süddeutschen Zeitung im Jahr 2019 fasste Blasel seine politischen Forderungen zusammen: „Wir fordern, das 1,5-Grad-Ziel von Paris einzuhalten, anders werden wir keine lebenswerte Zukunft haben. Ich verlange deshalb, sofort mit der Abschaltung der Kohlekraftwerke zu beginnen sowie ein Ende der Kohleverstromung bis spätestens 2030 zu erreichen. So könnte Deutschland weltweite Klimaziele einhalten. […] Natürlich wünsche ich mir einen sozialverträglichen Kohleausstieg. Dann muss eben der Bund zugunsten des Klimaschutzes die betroffenen Regionen und Menschen finanziell unterstützen.“